# 12. Kongress der Vereinigten Staaten
Der 12. Kongress der Vereinigten Staaten, bestehend aus dem Repräsentantenhaus und dem Senat, war die Legislative der Vereinigten Staaten. Seine Legislaturperiode dauerte vom 4. März 1811 bis zum 4. März 1813. Alle Abgeordneten des Repräsentantenhauses sowie ein Drittel der Senatoren (Klasse II) waren im Jahr 1810 bei den Kongresswahlen gewählt worden. Dabei ergab sich in beiden Kammern eine Mehrheit für die Demokratisch-Republikanische Partei. Der Kongress tagte in der amerikanischen Bundeshauptstadt Washington, D.C. Die Vereinigten Staaten bestanden damals aus 17 Bundesstaaten. Im Verlauf der Legislaturperiode kam mit Louisiana der 18. Staat hinzu. Präsident war James Madison. Die Sitzverteilung im Repräsentantenhaus basierte auf der Volkszählung von 1800.

## Wichtige Ereignisse
Siehe auch 1811 1812 und 1813
- 4. März 1811: Beginn der Legislaturperiode des 12. Kongresses
- 6. November 1811: In der Schlacht bei Tippecanoe besiegen amerikanische Truppen unter dem Befehl des späteren Präsidenten William Henry Harrison eine Koalition mehrerer Indianerstämme.
- 4. April 1812: Präsident Madison verhängt ein auf 90 Tage befristetes Handelsembargo gegen Großbritannien.
- 20. April 1812: Vizepräsident George Clinton stirbt. Damit wird auch das Amt des Senatspräsidenten vakant.
- 30. April 1812: Louisiana wird 18. Bundesstaat der USA.
- 4. Juni 1812: Gründung des Missouri-Territoriums
- 18. Juni 1812: Mit der Kriegserklärung der Vereinigten Staaten an Großbritannien beginnt der Britisch-Amerikanische Krieg von 1812.
- 1812: Bei den Präsidentschaftswahlen des Jahres 1812 wird James Madison wiedergewählt. Bei den Kongresswahlen verteidigt die Demokratisch-Republikanische Partei ihre Mehrheiten in beiden Kammern.

## Zusammensetzung nach Parteien

### Senat
- Demokratisch-Republikanische Partei: 30
- Föderalistische Partei: 6
- Sonstige: 0
- Vakant: 0

Gesamt: 36 (Stand am Ende der Legislaturperiode)

### Repräsentantenhaus
- Demokratisch-Republikanische Partei: 107
- Föderalistische Partei: 36
- Sonstige: 0
- Vakant: 0

Gesamt: 143 (Stand am Ende der Legislaturperiode)
Außerdem gab es noch fünf nicht stimmberechtigte Kongressdelegierte.

## Amtsträger

### Senat
- Präsident des Senats: George Clinton (DR) bis zu seinem Tod am 20. April 1812. Danach war das Amt vakant.
- Präsident pro tempore: William Harris Crawford (DR)

### Repräsentantenhaus
- Sprecher des Repräsentantenhauses: Henry Clay (DR)

## Senatsmitglieder
Im 12. Kongress vertraten folgende Senatoren ihre jeweiligen Bundesstaaten:
| Connecticut - 1. Samuel W. Dana (F) - 3. Chauncey Goodrich (F) Delaware - 1. Outerbridge Horsey (F) - 2. James A. Bayard (F) bis zum 3. März 1813 Georgia - 2. William Harris Crawford (DR) - 3. Charles Tait (DR) Kentucky - 2. George M. Bibb (DR) - 3. John Pope (DR) Louisiana - 3. Allan B. Magruder (DR) ab dem 3. September 1812 - 2. Jean Noel Destréhan (DR) zwischen dem 3. September und dem 1. Oktober 1812 - Thomas Posey (DR) vom 8. Oktober 1812 bis zum 4. Februar 1813 - James Brown (DR) ab dem 5. Februar 1813 Maryland - 1. Samuel Smith (DR) - 3. Philip Reed (DR) Massachusetts - 1. James Lloyd (F) - 2. Joseph Bradley Varnum (DR) ab dem 29. Juni 1811 New Hampshire - 2. Nicholas Gilman (DR) - 3. Charles Cutts (F) | New Jersey - 1. John Lambert (DR) - 2. John Condit (DR) New York - 1. Obadiah German (DR) - 3. John Smith (DR) North Carolina - 2. James Turner (DR) - 3. Jesse Franklin (DR) Ohio - 1. Thomas Worthington (DR) - 3. Alexander Campbell Pennsylvania - 1. Michael Leib (DR) - 3. Andrew Gregg (DR) Rhode Island - 1. Christopher G. Champlin (F) bis zum 2. Oktober 1811 - William Hunter (F) ab dem 28. Oktober 1811 - 2. Jeremiah B. Howell (DR) South Carolina - 2. John Taylor - 3. John Gaillard (DR) Tennessee - 1 Joseph Anderson (DR) - 2. Jenkin Whiteside (DR) bis 8. Oktober 1811 - George W. Campbell ab dem 8. Oktober 1811 Vermont - 1. Jonathan Robinson (DR) - 3. Stephen R. Bradley (DR) Virginia - 1. Richard Brent (DR) - 2. William Branch Giles (DR) |

## Mitglieder des Repräsentantenhauses
Folgende Kongressabgeordnete vertraten im 12. Kongress die Interessen ihrer jeweiligen Bundesstaaten:
| Connecticut Alle Abgeordneten wurden staatsweit gewählt. - Epaphroditus Champion (F) - John Davenport (F) - Lyman Law (F) - Jonathan O. Moseley (F) - Timothy Pitkin (F) - Lewis B. Sturges (F) - Benjamin Tallmadge (F) Delaware - Henry M. Ridgely (F) (Staatsweit gewählt) Georgia Alle Abgeordneten wurden staatsweit gewählt. - William Wyatt Bibb (DR) - Howell Cobb (DR) bis 1812, genaues Datum unbekannt - William Barnett (DR) ab dem 5. Oktober 1812 - Bolling Hall (DR) - George Troup (DR) Kentucky Sechs Wahlbezirke - 1. Anthony New (DR) - 2. Samuel McKee (DR) - 3. Stephen Ormsby (DR) - 4. Richard Mentor Johnson (DR) - 5. Henry Clay (DR) - 6. Joseph Desha (DR) Louisiana - Thomas B. Robertson (DR) ab dem 23. Dezember 1812, staatsweit gewählt Maryland Acht Wahlbezirke. Der Fünfte Wahlbezirk stellte zwei Abgeordnete. - 1. Philip Stuart (F) - 2. Joseph Kent (DR) - 3. Philip Barton Key (F) - 4. Samuel Ringgold (DR) - 5A. Alexander McKim (DR) - 5B. Peter Little (DR) - 6. John Montgomery (DR) bis zum 29. April 1811 - Stevenson Archer (DR) ab dem 26. Oktober 1811 - 7. Robert Wright (DR) - 8. Charles Goldsborough (F) Massachusetts Siebzehn Wahlbezirke - 1. Josiah Quincy III (F) - 2. William Reed (F) - 3. Leonard White (F) - 4. Joseph Bradley Varnum (DR) bis 29. Juni 1811 - William M. Richardson (DR) ab dem 4. November 1811 - 5. William Ely (F) - 6. Samuel Taggart (F) - 7. Charles Turner (DR) - 8. Isaiah L. Green (DR) - 9. Laban Wheaton (F) - 10. Elijah Brigham (F) - 11. Abijah Bigelow (F) - 12. Ezekiel Bacon (DR) - 13. Ebenezer Seaver (DR) - 14. Richard Cutts (DR) - 15. William Widgery (DR) - 16. Peleg Tallman (DR) - 17 Barzillai Gannett (DR) bis Frühjahr 1812, genaues Datum unbekannt - Francis Carr (DR) ab dem 6. April 1812 New Hampshire Alle Abgeordneten wurden staatsweit gewählt. - Josiah Bartlett (DR) - Samuel Dinsmoor (DR) - Obed Hall (DR) - John Adams Harper (DR) - George Sullivan (F) New Jersey Alle Abgeordneten wurden staatsweit gewählt. - Adam Boyd (DR) - Lewis Condict (DR) - Jacob Hufty (DR) - Thomas Newbold (DR) - George C. Maxwell (DR) - James Morgan (DR) New York Fünfzehn Wahlbezirke. Der zweite und der sechste Wahlbezirk stellte jeweils zwei Abgeordnete. - 1. Ebenezer Sage (DR) - 2A. Samuel Latham Mitchill (DR) - 2B. William Paulding (DR) - 3. Pierre Van Cortlandt, Jr. (DR) - 4. James Emott (F) - 5. Thomas B. Cooke (DR) - 6A. Asa Fitch (F) - 6B. Robert Le Roy Livingston (F) bis zum 6. Mai 1812 - Thomas P. Grosvenor (F) ab dem 29. Januar 1813 - 7. Harmanus Bleecker (F) - 8. Benjamin Pond (DR) - 9. Thomas Sammons (DR) - 10. Silas Stow (DR) - 11. Thomas R. Gold (F) - 12. Arunah Metcalf (DR) - 13. Uri Tracy (DR) - 14. Daniel Avery (DR) - 15. Peter Buell Porter (DR) | North Carolina Zwölf Wahlbezirke - 1. Lemuel Sawyer (DR) - 2. Willis Alston (DR) - 3. Thomas Blount (DR) bis zum 7. Februar 1812 - William Kennedy (DR) ab dem 30. Januar 1813 - 4. William Blackledge (DR) - 5. William R. King (DR) - 6. Nathaniel Macon (DR) - 7. Archibald McBryde (F) - 8. Richard Stanford (DR) - 9. James Cochran (DR) - 10. Joseph Pearson (F) - 11. Israel Pickens (DR) - 12. Meshack Franklin (DR) Ohio - Jeremiah Morrow (DR) staatsweit gewählt Pennsylvania Elf Wahlkreise. Die ersten drei Wahlbezirke stellten drei Abgeordnete, der vierte zwei. Die restlichen je einen. - 1A. William Anderson (DR) - 1B James Milnor (F) - 1C. Adam Seybert (DR) - 2A. Robert Brown (DR) - 2B. Jonathan Roberts (DR) - 2C. William Rodman (DR) - 3A. Roger Davis (DR) - 3B. John M. Hyneman (F) - 3C. Joseph Lefever (DR) - 4A. David Bard (DR) - 4B Robert Whitehill (DR) - 5. George Smith (DR) - 6. William Crawford (DR) - 7. William Piper (DR) - 8. William Findley (DR) - 9. John Smilie (DR) bis 30. Dezember 1812, danach war der Sitz vakant - 10. Aaron Lyle (DR) - 11 Abner Lacock (DR) Rhode Island Alle Abgeordneten wurden staatsweit gewählt. - Richard Jackson (F) - Elisha Reynolds Potter (F) South Carolina Acht Wahlbezirke - 1. Langdon Cheves (DR) - 2. William Butler (DR) - 3. David Rogerson Williams (DR) - 4. William Lowndes (DR) - 5. Richard Winn (DR) - 6. John C. Calhoun (DR) - 7. Thomas Moore (DR) - 8. Elias Earle (DR) Tennessee Drei Wahlbezirke - 1. John Rhea (DR) - 2. John Sevier (DR) - 3. Felix Grundy (DR) Vermont Vier Wahlkreise - 1. Samuel Shaw (DR) - 2. William Strong (DR) - 3. James Fisk (DR) - 4. Martin Chittenden (F) Virginia 22 Wahlbezirke - 1. Thomas Wilson (F) - 2. John Baker (F) - 3. John Smith (DR) - 4. William McCoy (DR) - 5. James Breckinridge (F) - 6. Daniel Sheffey (F) - 7. Joseph Lewis (F) - 8. John Pratt Hungerford (DR) bis zum 29. November 1811 - John Taliaferro (DR) ab dem 29. November 1811 - 9. Aylett Hawes (DR) - 10. John Dawson (DR) - 11. John Roane (DR) - 12. Burwell Bassett (DR) - 13. William A. Burwell (DR) - 14. Matthew Clay (DR) - 15. John Randolph (DR) - 16. James Pleasants (DR) - 17. Thomas Gholson (DR) - 18. Peterson Goodwyn (DR) - 19. Edwin Gray (DR) - 20. Thomas Newton (DR) - 21. Hugh Nelson (DR) - 22. John Clopton (DR) |

Nicht stimmberechtigte Mitglieder im Repräsentantenhaus:
- Illinois-Territorium: Shadrach Bond ab dem 3. Dezember 1812
- Indiana-Territorium: Jonathan Jennings
- Mississippi-Territorium: George Poindexter
- Missouri-Territorium: Edward Hempstead ab dem 9. November 1812
- Orleans-Territorium: Sitz vakant